# PAWA
PAWA (Parkour Worldwide Association) (Asociación Mundial de Parkour) es una asociación internacional creada por David Belle para difundir y desarrollar el parkour por todo el mundo.

## Funciones y objetivos de la PAWA
La PAWA fue fundada para que todos los traceurs (practicantes de parkour) estuviesen en contacto entre sí. Informa acerca de la filosofía y práctica de este deporte a nivel mundial.
También opera como un archivo fotográfico y videográfico sobre parkour, una agencia de información sobre el deporte, un archivo histórico, un centro de investigación y desarrollo sobre parkour.
En la actualidad David Belle se encuentra retirado de su propia asociación.

## Directiva de la PAWA
- Jocelyn Demoniere: Presidente actual de la PAWA.
- Ramón Soto Tautiva: Vicepresidente de la PAWA.
- Romain Moultault: Director y administrador de los entrenamientos